# Лю Сє (письменник)
Лю Сє (*刘勰, 465 —522) — китайський письменник та державний службовець часів держави Лян.

## Життєпис
Походив з родини військових. Народився в області Чженьцзян (частина сучасної провінції Шаньдун). У 475 році осиротів, згодом захопився ідеями буддизму, водночас вивчав конфуціанських класиків. Згодом поступив ченцем до буддистського монастиря Дінлінь.
З часом був запрошений до імператорського почту. Лю Сє призначається наставником спадкоємця престолу. Його вихованець, Сяо Тун (501–531), так і не став імператором, але завдяки Лю Сє він залишив своє ім'я в історії культури Китаю як упорядник антології «Літературна збірка».
Лю Сє своє життя закінчив буддистським ченцем.

## Творчість
Лю Сє є автором трактату «Різьблений дракон літературної думки», де зумів узагальнити все найкраще, що було створено китайською літературною думкою до нього, і разом з тим зробити значний крок вперед — твір його залишилося вершиною теоретичної думки Середніх століть і справила великий вплив на подальший розвиток літературної теорії в Китаї.
Уся його книга спрямована проти порожнього словесного прикрашення, за літературу «змістовну». Зміст він уявляє собі більш складно, ніж попередні автори: Лю Сє відокремлює внутрішній, «чуттєвий» зміст, від зовнішнього, фабульного; твір постає перед ним мовби в триєдності: духовної наповненості, композиційної стрункості та словесного втілення. Однак основою основ і у нього залишається рух світової духовності (фен), що породжується дао і знаходить вихід у словесній творчості.